# Jean-Paul Clerc
Pour les articles homonymes, voir Clerc.
Jean-Paul Clerc, né en 1949, est un écrivain et traducteur vaudois.

## Biographie
Jean-Paul Clerc travaille à Berne. Traducteur de l’allemand, il a notamment signé en 1989 les versions françaises d'Achterloo et du Minotaure de Friedrich Dürrenmatt.
En 2000, il publie un recueil de nouvelles, L’Amateur de désert aux éditions de l'Âge d'Homme ainsi qu'un récit, "Le gisant" (2001).

## Sources
- Jean-Paul Clerc sur Viceversalitterature.ch
- « Jean-Paul Clerc », sur la base de données des personnalités vaudoises sur la plateforme « Patrinum » de la Bibliothèque cantonale et universitaire de Lausanne.
- Le Courrier, pages ouvertes aux auteurs suisses